# Morisset
Morisset é um centro comercial da cidade de Lake Macquarie no estado de Nova Gales do Sul, na Austrália. De acordo com o censo australiano de 2016, a população era de 3.213 habitantes.